# Steppesaurus gurleyi
Lo steppesauro (Steppesaurus gurleyi) è un tetrapode estinto, appartenente ai pelicosauri. Visse nel Permiano inferiore (Kunguriano, circa 275 milioni di anni fa) e i suoi resti fossili sono stati ritrovati in Nordamerica.

## Descrizione
I resti di Steppesaurus sono estremamente frammentari e includono parte di una mascella con denti e una mandibola parziale. I fossili non permettono quindi una ricostruzione adeguata, ma dal raffronto con altri animali presumibilmente simili si può ipotizzare che questo animale fosse lungo circa 5 metri. Steppesaurus era dotato di lunghi denti ricurvi e acuminati, ed è possibile che fosse dotato di vertebre con spine neurali allungate, che probabilmente reggevano una bassa vela di pelle o fornivano inserzioni per una potente muscolatura dorsale. 

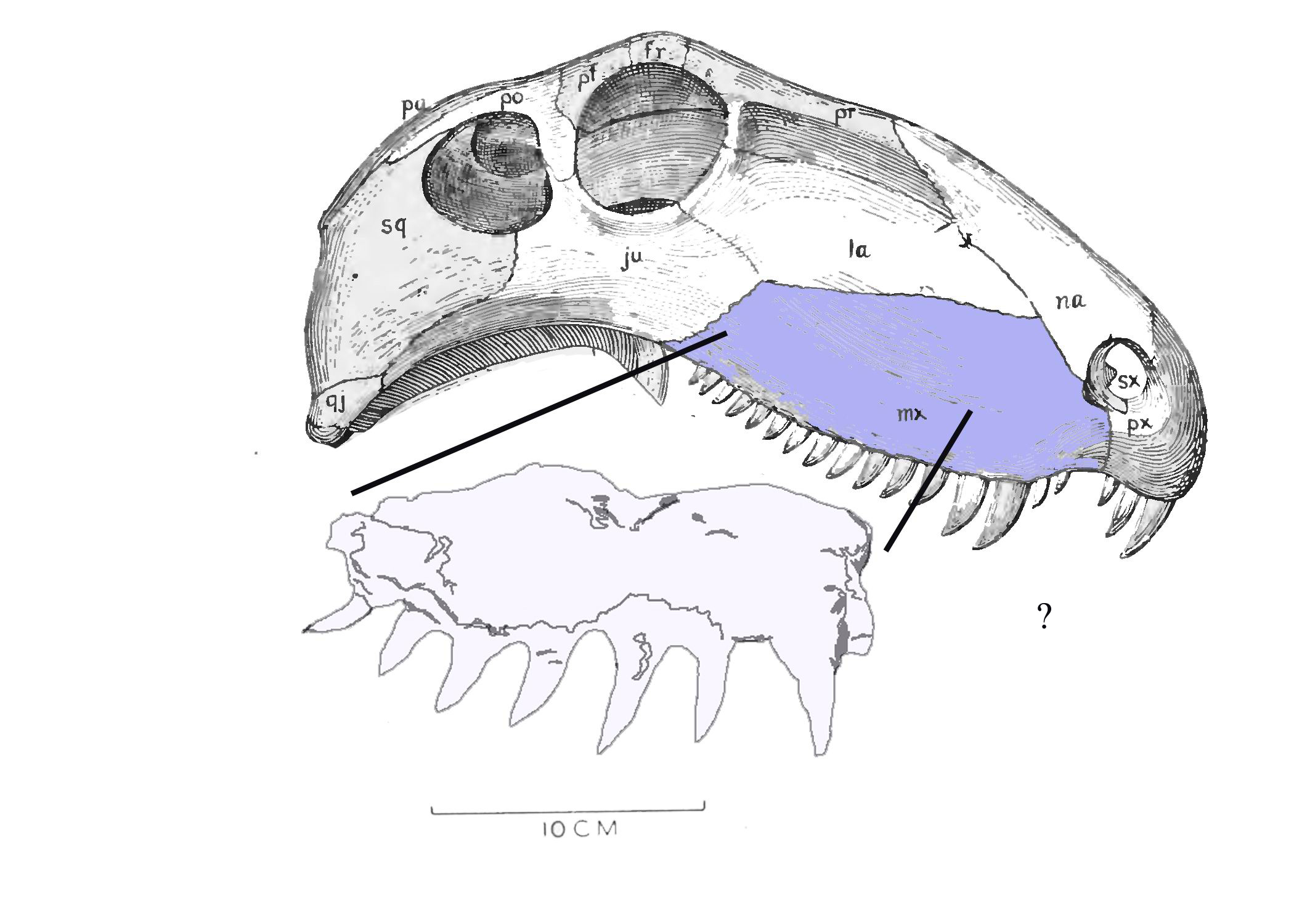
Ricostruzione della mascella di Steppesaurus, in confronto al cranio di Sphenacodon

## Classificazione
I fossili di questo animale furono ritrovati nella formazione San Angelo, nella contea di Hardeman in Texas, e vennero descritti per la prima volta da Olson e Beerbower nel 1953. I fossili frammentari sono stati di difficile interpretazione: Steppesaurus è stato di volta in volta interpretato come un grande pelicosauro o come un primitivo rappresentante dei terapsidi, affine in particolare a Phthinosuchus (Olson, 1962). Attualmente Steppesaurus è considerato uno degli ultimi e più grandi fra gli sfenacodonti, un gruppo di pelicosauri carnivori tra i quali vi era il ben noto Dimetrodon.